# صراع مضيق تايوان
يشير صراع مضيق تايوان إلى الصراع السياسي والاقتصادي والمسلح، والمستمر حتى الآن، بين جمهورية الصين الشعبية «الصين» وجمهورية الصين «تايوان». جاء الصراع عقب الحرب الأهلية الصينية التي اندلعت بين الكومينتاغ والحزب الشيوعي الصيني، والتي انتهت بانسحاب جمهورية الصين إلى تايوان. منذ ذلك الحين، تحول الصراع إلى صراع مجمّد بين الحكومة الشيوعية التي تسيطر على بر الصين الرئيسي، وحكومة جمهورية الصين التي تمركزت في تايوان، على الرغم من مرور فترات متقطعة من المواجهات العسكرية.

## تاريخ

### آثار الحرب الأهلية الصينية
في عام 1949، انتهت الحرب الأهلية الصينية بانتصار جمهورية الصين الشعبية الشيوعية. هربت حكومة الصين، التي يهيمن عليها شيانغ كاي شيك والحزب القومي الصيني «الكومينتاغ»، من بر الصين الرئيسي وتبعها 1.3 مليون من أنصارها مناهضي الشيوعية. تموضعت حكومة جمهورية الصين في جزيرة تايوان. قُلصت مساحة الأراضي التي خضعت لسلطة جمهورية الصين، فاقتصرت على تايوان وهاينان وجزر بسكادورز، ومجموعات مختلفة من الجزر على طول الساحل الجنوبي الشرقي للصين.
استمرت المعارك بين الطرفين خلال أوائل خمسينيات القرن الماضي. خلال معركة جزيرة دنغبو، تغلبت قوات جمهورية الصين على قوات جمهورية الصين الشعبية، لكنها اضطرت لاحقًا إلى الانسحاب بعدما كسبت جمهورية الصين الشعبية تفوقًا جويًا. في معركة جزيرة هاينان، استولت جمهورية الصين الشعبية على جزيرة هاينان الكبيرة. حققت الصين الشيوعية النتيجة نفسها خلال معركة جزيرة دونغشان (1950) ومعركة جزيرة نانبينغ في العام ذاته. انتصرت جمهورية الصين، بدعم من الولايات المتحدة، في معركة جزيرة نانري عام 1952. في وقت لاحقٍ من ذلك العام، انتصر الشيوعيون في معركة أرخبيل نانبينغ، وفي عام 1953، انتصروا في معركة جزر دالوشان وحملة جزيرة دونغشان.

### مشروع المجد القومي
في عام 1961، وجراء فشل قرارات حملة القفزة العظيمة للأمام واندلاع حرب فيتنام واحتمال امتلاك جمهورية الصين الشعبية سلاحًا نوويًا، أطلق رئيس جمهورية الصين تشيانغ كاي شيك مخططًا لغزو بر الصين الرئيس واستعادته بشكل نهائي. جاء القرار بفضل الوضع البائس التي واجه سكان بر الصين الرئيس في بداية العقد، واسغلالًا للانقسام الصيني السوفياتي بين جمهورية الصين الشعبية والاتحاد السوفياتي وحلف وارسو من النواحي الدبلوماسية والعسكرية والاقتصادية والسياسية، بينما كانت جمهورية الصين تؤسس تحالفات مع دول أخرى.
في 6 أغسطس عام 1965، أُوكلت إلى سفينة القوات البحرية تشانغجيانغ مهمةَ «تسونامي رقم 1» المتمثلة بنقل قوات المهام الخاصة إلى حوض الساحل الشرقي لجزيرة دونغشان ضمن بر الصين الرئيس، بهدف تنفيذ تقييمات استخباراتية. على أي حال، لاقت مهمة «تسونامي رقم 1» الفشل بعدما تعرضت السفينة لكمين نصبه زورق طوربيد تابع لبحرية جيش التحرير الشعبي، فغرقت السفينة وقُتل 200 جندي كانوا على متنها.
في نوفمبر عام 1965، أمر تشيانغ سفينتي البحرية شان هاي ولين هواي بإنقاذ الجنود الجرحى العالقين ضمن جزر بسكادورز ووتشيو قبالة شواطئ تايوان. تعرضت السفينتان السابقتان لهجوم على يد 12 سفينة تابعة لبحرية جيش التحرير الشعبي قرب جزيرة ماغونغ، فغرقت سفينة لين هواي إثر تلقيها صاروخي طربيد، فتوفي نحو 90 جنديًا وبحارًا كانوا على متنها. عقب انتهاء المعركة البحرية في ماغونغ، تخلى الرئيس تشيانغ كاي شيك، تدريجيًا، عن آماله بنجاح مشروع المجد الوطني.

### أزمة مضيق تايوان الأولى
كانت أزمة مضيق تايوان الأولى نزاعًا تمحور حول عدد من الجزر في مضيق تايوان. كانت تلك الجزر تحت تصرّف جمهورية الصين، لكنها لم تبعد سوى بضعة أميال عن بر الصين الرئيسي. بدأ النزاع عندما قصفت جمهورية الصين الشعبية جزيرة كنمن الخاضعة لسيطرة جمهورية الصين حينها. لاحقًا، استولت جمهورية الصين الشعبية على جزر يجيانغشان الخاضعة سابقًا لسلطة جمهورية الصين. تخلّت جمهورية الصين أيضًا عن جزر داشن لصالح جمهورية الصين الشعبية بعد ممارسة الأخيرة ضغوطًا على تايوان، فأُخليت قوات البحرية التابعة لجمهورية الصين والولايات المتحدة.